# 16164 Yangli
16164 Yangli este un asteroid din centura principală de asteroizi.

## Descriere
16164 Yangli este un asteroid din centura principală de asteroizi. A fost descoperit pe 5 ianuarie 2000 la Socorro, New Mexico, în cadrul proiectului LINEAR. Asteroidul prezintă o orbită caracterizată de o semiaxă mare de 2,86 ua, o excentricitate de 0,04 și o înclinație de 2,6° în raport cu ecliptica.